# مارفين أوغونجيمي
مارفين أوغونجيمي (مواليد 12 أكتوبر 1987 في ميشيلن) لاعب كرة قدم بلجيكي دولي ذي أصل نيجيري يجيد اللعب في خط الوسط والهجوم. يلعب حاليا لصالح نادي راسينغ غينك البلجيكي منذ عام 2004 .

## أهدافه الدولية
أوغونجيمي سجل هدفين في مباراة منتخبه ضد منتخب كازاخستان في 8 أكتوبر 2010.

## روابط خارجية
- مارفين أوغونجيمي على موقع الاتحاد الدولي (مؤرشف)  (الإنجليزية)
- مارفين أوغونجيمي على موقع الاتحاد الأوربي (الإنجليزية)
- مارفين أوغونجيمي على موقع الاتحاد البلجيكي (الإنجليزية)
- مارفين أوغونجيمي على موقع دوري كوريا الجنوبية (الإنجليزية)
- مارفين أوغونجيمي على موقع قاعدة بيانات كرة القدم.إي يو (الإنجليزية)
- مارفين أوغونجيمي على موقع ناشيونال فوتبول تيمز (الإنجليزية)
- مارفين أوغونجيمي على موقع Soccerway.com (الإنجليزية)
- مارفين أوغونجيمي على موقع عالم كرة القدم.نت (الإنجليزية)
- مارفين أوغونجيمي على موقع AS.com (الإسبانية)